# Hermana (religiosa)

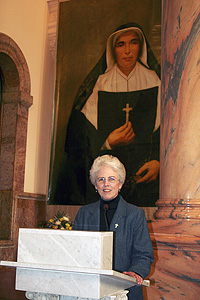
La ex Superiora General de las Hermanas de la Providencia de Saint-Mary-of-of-the-Woods, Ann Margaret O'Hara en 2006. Al fondo, un cuadro de la fundadora de la congregación, la madre Teodora Guérin.

Una hermana religiosa (del latín sŏrŏr, sororis, «hermana») es, dentro de la Iglesia Católica, una mujer que ha hecho públicamente votos de pobreza, castidad y obediencia en un congregación religiosa canónicamente constituida y con vocación de servicio apostólico activo, generalmente de tipo asistencial, social o educacional. Se diferencia de una monja que es una mujer con una vocación contemplativa que le lleva a vivir una vida monástica dedicada a la oración, en clausura, incluso, en algunos casos. Tanto para las monjas como para las hermanas se utiliza el tratamiento de "hermana" o "madre" como forma de dirigirse.
Las congregaciones de monjas de derecho pontificio figuran en el Anuario Pontificio.

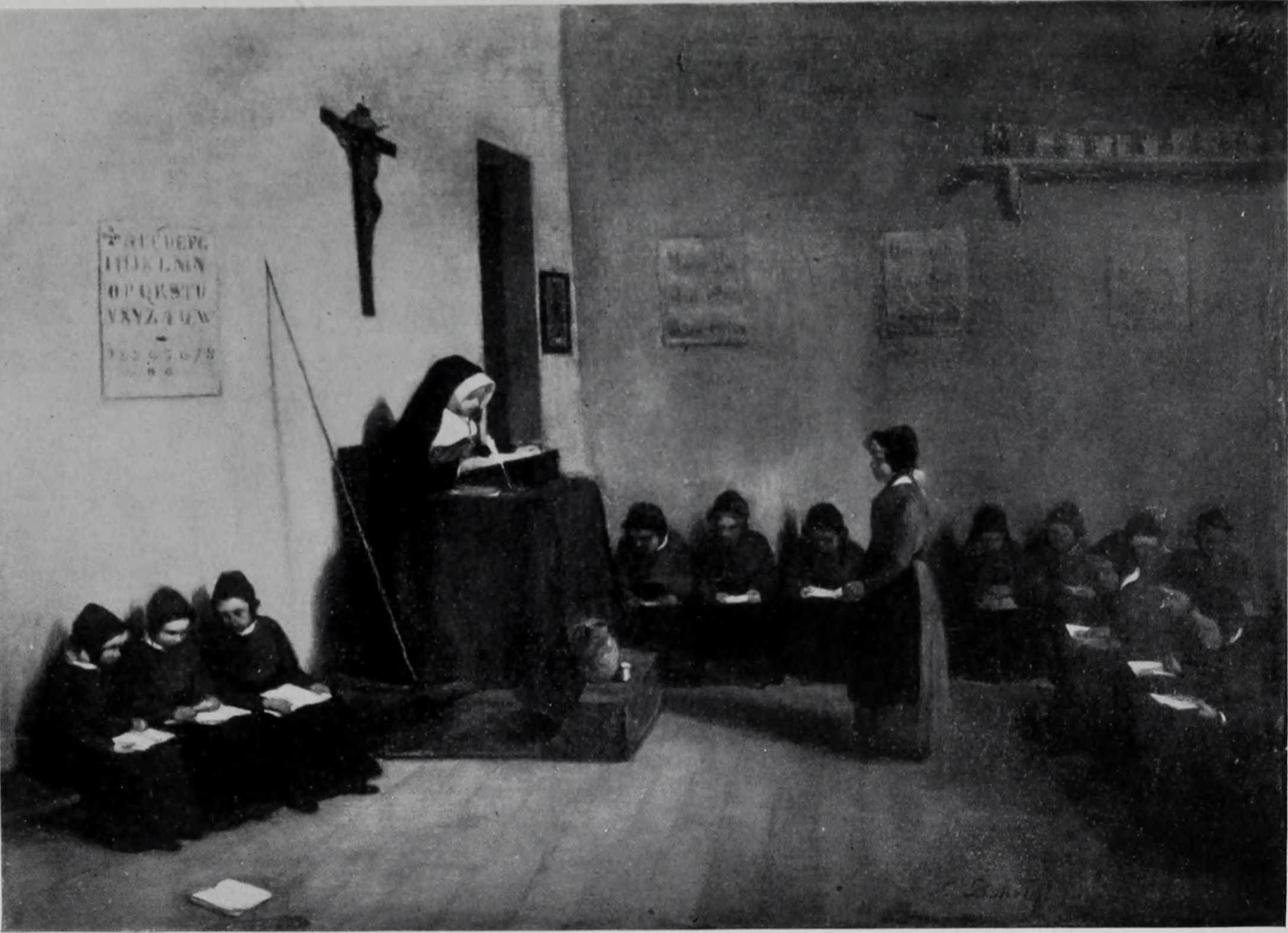
Escuela francesa de 1910 administrada por hermanas

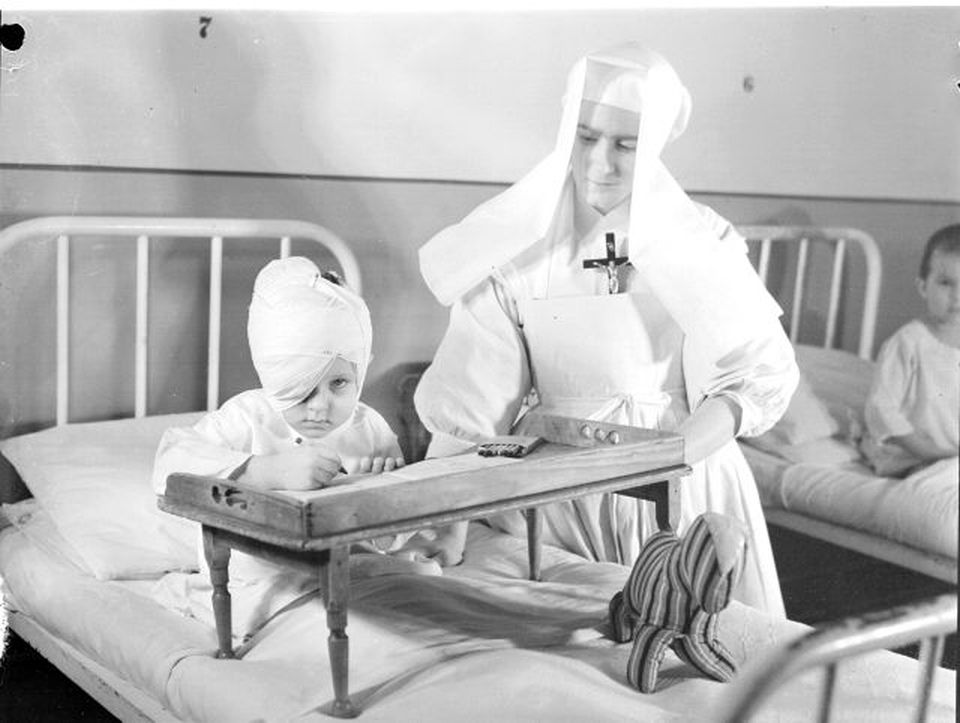
Hermana en un hospital canadiense en 1945

## Historia
La Iglesia católica reconoce desde hace mucho tiempo como religiosas exclusivamente a las monjas que profesaban una de las reglas aprobadas (de san Basilio, de san Agustín, de san Benito...) y hacían votos públicos en forma solemne. A raíz de la decretal Periculoso, promulgado por el papa Bonifacio VIII en 1298, esta profesión imponía un estricto aislamiento; la obligación de clausura fue reiterada durante el Concilio de Trento y aplicada con mayor severidad por el papa Pío V.
Aunque las comunidades femeninas no claustrales no podían considerarse regulares y no podían obtener ninguna aprobación formal de la Santa Sede, formas de vida semi-religiosa se desarrollaron junto con las comunidades monásticas durante la Edad Media (beatas, beguinas, jesuatas, canonesas seculares, oblatas, hospitalarias, penitentes, mantelatas, terciarias...) y tras la celebración del Concilio de Trento (oblatas internas, jesuitesas, abandonadas, maestraspías, maroles, ursulinas, pinzocheras. ..);  a diferencia de las monjas, las mujeres de estas comunidades mantenían un fuerte vínculo con la sociedad mediante el ejercicio de alguna labor apostólica (cuidado de los huérfanos, asistencia a los enfermos, educación de los jóvenes...) y,  consideración de su actividad, fueron generalmente tolerados por las autoridades eclesiásticas.
En el siglo XVI, las órdenes religiosas del mundo occidental hacían votos perpetuos y solemnes. En 1521, el Papa León X permitió a los terciarios de órdenes religiosas hacer votos simples y vivir una vida más activa dedicada a obras de caridad. Esta disposición fue rechazada por el papa Pío V en 1566 y 1568. Los primeros esfuerzos de mujeres como Ángela Merici, fundadora de las Ursulinas (1535), y Jane Frances de Chantal, fundadora con Francisco de Sales de las Hermanas de la Visitación (1610), se detuvieron cuando las autoridades de la Iglesia impusieron el claustro.
En el siglo XVII, la costumbre de la Iglesia no permitía a las mujeres salir de la clausura si habían hecho votos religiosos. Las mujeres miembros de las órdenes mendicantes (dominicas, agustinas, carmelitas y clarisas) continuaron observando la misma vida encerrada que los miembros de las órdenes monásticas. El trabajo de las religiosas se limitaba a lo que se podía realizar dentro de los muros de un monasterio, ya fuera enseñando a los estudiantes internados dentro del claustro o cuidando a los enfermos en los hospitales anexos al monasterio.
Juana de Lestonnac o Mary Ward fueron de las primeras defensoras de que las mujeres con votos religiosos vivieran una vida activa fuera del claustro, basada en la espiritualidad ignaciana. No habría clausura, ni recitación común de la Liturgia de las Horas, ni hábito religioso. En 1609 fundó una comunidad religiosa en Saint-Omer y abrió escuelas para niñas. Sus esfuerzos llevaron a la fundación del Instituto de la Santísima Virgen María o Hermanas de Loreto (IBVM). Su congregación fue suprimida en 1630, pero continuó existiendo en algunos países de diversas formas.
Se continuaron fundando otras congregaciones religiosas de mujeres con votos simples, a veces con la aprobación de los obispos locales. Vicente de Paúl insistió en que las Hijas de la Caridad de San Vicente de Paúl, que él fundó, no tendrían más convento que el hospital, ni más capilla que la iglesia parroquial, ni más claustro que las calles; renuevan sus votos anualmente. El siglo XIX vio la proliferación de congregaciones de mujeres dedicadas a la educación, la instrucción religiosa y las obras médicas y sociales, junto con la obra misionera en África y Asia. Después de casi tres siglos, en 1900 el Papa León XIII mediante su constitución Conditae a Christo dio su aprobación a estas congregaciones con votos simples.

## Actualidad

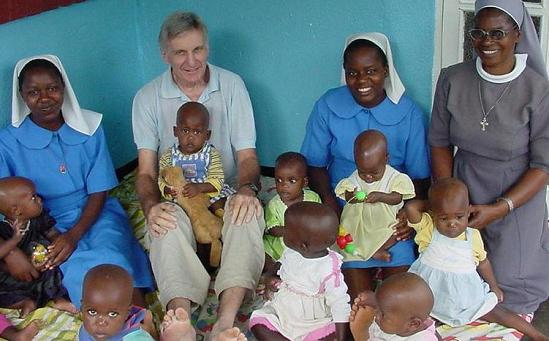
Hermanas (con el capellán) trabajando en el orfanato Madre de la Paz contra el SIDA en Zimbabue, preparándose para abrir otro orfanato

En el Código de Derecho Canónico (1917) el término «monja» (latín: monialis) se reservaba para las religiosas que hacían votos solemnes o que, aunque en algunos lugares se les permitía hacer votos simples, pertenecían a institutos cuyos votos eran normalmente solemnes. Vivían bajo claustro, "recinto papal", y recitaban la Liturgia de las Horas en común. El Código utilizaba la palabra "hermana" (latín: soror) para los miembros de institutos para mujeres que clasificaba como "congregaciones"; y para "monjas" y "hermanas" conjuntamente utilizaba la palabra latina religiosae (religiosas).
Los obispos del Vaticano II, en su documento Perfectae Caritatis sobre la vida religiosa, pidieron a todos los religiosos que examinaran su carisma definido por su regla y fundador, a la luz de las necesidades del mundo moderno. Algunos religiosos que habían llevado una vida más contemplativa respondieron a las necesidades modernas del apostolado fuera de los muros monásticos. A lo largo del documento Ecclesiae Sanctae (1967), posterior al Concilio Vaticano II, el papa Pablo VI utiliza la palabra "monja" para referirse a las mujeres con votos solemnes. El Código de Derecho Canónico de 1983 utiliza la expresión "monasterio de monjas". El nuevo código no obligaba a la uniformidad a las órdenes tradicionales que asumían trabajos fuera del monasterio. En respuesta al Vaticano II ha habido "un intenso debate entre los monjes acerca de qué tipos de trabajo y estilos de vida son genuinamente compatibles con la vida monástica".